# Tagikistan ai Giochi della XXXIII Olimpiade
Il Tagikistan ha partecipato ai Giochi della XXXIII Olimpiade, svoltisi a Parigi dal 26 luglio all'11 agosto 2024, con una delegazione di 14 atleti, 11 uomini e 3 donne, in 6 discipline.
Il portabandiera alla cerimonia di apertura è stato Temur Rakhimov.

## Medagliere

### Per disciplina
| Sport  | Oro | Argento | Bronzo | Totale |
| ------ | --- | ------- | ------ | ------ |
| Judo   | 0   | 0       | 2      | 2      |
| Totale | 0   | 0       | 2      | 2      |

### Medaglie
| Medaglia | Nome               | Sport | Evento           |
| -------- | ------------------ | ----- | ---------------- |
| Bronzo   | Somon Makhmadbekov | Judo  | -81 kg maschile  |
| Bronzo   | Temur Rakhimov     | Judo  | +100 kg maschile |

## Delegazione
| Sport            | Uomini | Donne | Totale |
| ---------------- | ------ | ----- | ------ |
| Atletica leggera | 1      | 0     | 1      |
| Judo             | 6      | 0     | 6      |
| Lotta            | 1      | 0     | 1      |
| Nuoto            | 1      | 1     | 2      |
| Pugilato         | 2      | 1     | 3      |
| Taekwondo        | 0      | 1     | 1      |
| Totale           | 11     | 3     | 14     |